# Леви, Ясмин
Ясмин Леви (сеф. Yasmin Levy, ивр. יסמין לוי‎; род. 23 декабря 1975, Иерусалим, Израиль) — израильская певица, известная исполнением традиционных сефардских песен на ладино и собственных композиций на испанском языке, с использованием элементов фламенко в акустическом сопровождении народных и современных инструментов.

## Биография
Ясмин Леви родилась в иерусалимском микрорайоне Бака, в семье известного этномузыковеда, фольклориста и радиожурналиста Ицхака Леви (1919—1977), кантора и собирателя сефардского фольклора Турции (откуда он был родом), Андалусии и балканской диаспоры, главного редактора журнала «Аки Йерушалаим» на ладино. Дебютный альбом Ясмин Леви «Romance and Yasmin» (2004) был номинирован на премию журнала «fRoots» и би-би-си радио 3 в области этнической музыки в 2005 году (лучший дебют).
Помимо народных песен из опубликованных её отцом сборников, Ясмин Леви исполняет песни собственного сочинения на испанском языке, кавер-версии испанских и греческих песен; композиции на переведённые с иврита на испанский язык стихи, в том числе в дуэтах с Наташей Атлас и Амиром Шахсаром (Mano Suave, 2007), а также современные песни на иврите.

## Дискография
- 2004 — Romance & Yasmin (Романс и Ясмин)
- 2005 — La Judería (Еврейский квартал)
- 2006 — Live at the Tower of David, Jerusalem (Концерт в Башне Давида, Иерусалим, DVD)
- 2007 — Mano Suave (Нежная рука)
- 2010 — Sentir (Чувствовать)
- 2012 — Libertad (Свобода)
- 2014 — Tango
- 2017 — Solo una noche más / רק עוד לילה אחד (Ещё только одна ночь)
- 2021 — Voice & Piano